# Белкинский сельсовет
Белкинский сельсове́т — сельское поселение в составе Княгининского района Нижегородской области. Административный центр — село Белка.

## История
Статус и границы сельского поселения установлены Законом Нижегородской области от 15 июня 2004 года № 60-З «О наделении муниципальных образований - городов, рабочих посёлков и сельсоветов Нижегородской области статусом городского, сельского поселения».
Законом Нижегородской области от 28 августа 2009 года № 151-З сельские поселения Белкинский сельсовет и Ургинский сельсовет объединены в сельское поселение Белкинский сельсовет.

## Население
| 2002 | 2010 | 2012 | 2013 | 2014 | 2015 | 2016 |
| ---- | ---- | ---- | ---- | ---- | ---- | ---- |
| 901  | ↘776 | ↘752 | ↘733 | ↗740 | ↘706 | ↘688 |
| 2017 | 2018 | 2019 | 2020 | 2021 |      |      |
| ↗695 | ↗706 | ↘703 | ↘682 | ↘638 |      |      |

## Состав сельского поселения
| №  | Населённый пункт  | Тип населённого пункта       | Население |
| -- | ----------------- | ---------------------------- | --------- |
| 1  | Бажулино          | деревня                      | ↘0        |
| 2  | Белка             | село, административный центр | ↘466      |
| 3  | Большие Колковицы | деревня                      | ↘4        |
| 4  | Вадская           | деревня                      | ↘0        |
| 5  | Дужное            | деревня                      | ↘0        |
| 6  | Малые Колковицы   | деревня                      | →0        |
| 7  | Нутрёнка          | село                         | →0        |
| 8  | Оселок            | деревня                      | ↗6        |
| 9  | Потапово          | село                         | ↗1        |
| 10 | Слотино           | деревня                      | ↗19       |
| 11 | Урга              | село                         | ↘280      |